# Fitz John Porter
Fitz John Porter (névváltozat: Fitz-John Porter) (Portsmouth, New Hampshire, USA, 1822. augusztus 31. – Morristown, New Jersey, 1901. május 21.) az Egyesült Államok hadseregének tisztje, dandártábornok. 
Részt vett az amerikai polgárháborúban az unionisták oldalán, jól teljesített a polgárháború korai csatáiban, de 1862-ben a második Bull Run-i csatában kötelességmulasztás miatt elmarasztalták, s később hadbíróság elé állították, s ez katonai karrierjét ellehetetlenítette. Később felmentették, de az amerikai polgárháború után 25 évet küzdött, hogy hírnevét visszanyerje. Valójában az őt elítélő hadbírósági ítéletnek nem szabad lett volna megtörténnie, de az amerikai polgárháborús sereget is átszövő politikai intrikák ezt lehetővé tették.

## Életpályája
Tengerész családból származott, apja John Porter tengerész kapitány, aki alkoholista lett, anyja Eliza Chauncy Clark. Unokatestvérei közt híres tengerészeket találunk, köztük David Farragut és David Dixon Porter admirálisok. Fitz John Porter gyermekkora nem volt könnyű, de bejutott a West Point katonai akadémiára, ahol 1845-ben diplomázott, amikor 41 kadét végzett az évfolyamon, Fitz John Porter a 8. helyen végzett. Címzetes hadnagyi rangban került a 4. amerikai tüzérséghez.
Részt vett a mexikói–amerikai háborúban (1846-1848), tényleges hadnaggyá léptették elő 1846. június 18-án, főhadnaggyá 1847. május 29-én, majd 1847. szeptember 8-án címzetes kapitánynak nevezték ki bátorságáért, amelyet a Molino del Rey-i ütközetben tanúsított. 1847. szeptember 13-án megsebesült a Chapultepec-i csatában, címzetes főkapitánnyá léptették elő. 1847-ben belépett Azték Klubba, amelynek tagjai a mexikói-amerikai háborúban szolgálatot teljesítő amerikai tisztek voltak.
A mexikói háború után a West Point katonai akadémián lovassági és tüzérségi oktatóként működött, 1855-ben az akadémia főfelügyelője. 1855-től főhadsegéd egy korabeli fontos katonai támaszponton, Fort Leavenworth-ban (Kansas), 1856. júniusban címzetes kapitánynak nevezték ki. 1857-1858-ban részt vett a mormonok elleni hadjáratban Albert Sidney Johnston a későbbi konföderációs tábornok vezetése alatt. Porter feladata lett a Charleston Harbor-i kikötő (Dél-Karolina) átszervezése a védelemre. 1860-ban segített kiüríteni Texast miután az kivált az Unióból.

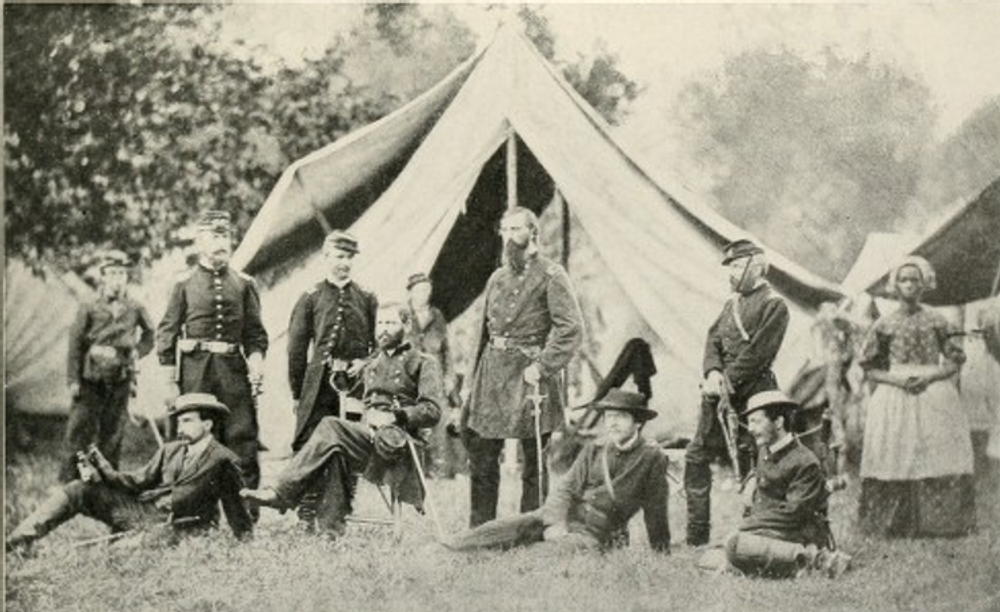
A széken ülő alak Fitz John Porter, körötte a személyzet (1862. június)

Az amerikai polgárháború kitörése az amerikai hadsereg Pennsylvania-i részlegénél érte. 1861. május 14-én ezredessé léptették elő, ő vezette a 15. gyalogezredet. Augusztusban előléptették dandártábornokká visszamenőleges, május 17-i hatállyal. A Potomac hadseregben szolgált 1861. október 3. – 1862. szeptember 17. közt. Részt vett a Hétnapos hadjáratban (1862. június 26. – 1862. július 1.; Oak Grove /Tölgyfa-liget/, június 25.; Mechanicsville, avagy Beaver Dam Creek, június 26.; Gaines' Mill /Gaines Malma/, június 27.;, Savage's Station – White Oak Swamp /Savage Állomása – Fehér-tölgy-mocsár/, június 28-29.; Glendale avagy White Oak Swamp avagy Fraysers's Farm /Frayser Gazdasága/, június 30.; Malvern Hill /Malvern-domb/, július 1.) p. 
A Hétnapos csatákban a Potomac hadsereg parancsnoka George B. McClellan vezérőrnagy volt, kinek Porter bizalmas tanácsadója és alkalmanként vezénylő tábornoka volt, mindez később Porter hátrányára vált miután John Pope tábornok parancsnoksága alatt Porter részt vett a vesztes második Bull Run-i csatában 1862 augusztus 28-30 közt. Részt vett Porter a szeptember 17-i antietami csatában is, itt az V. számú tartalék hadtest vezérőrnagya volt. E csata taktikailag döntetlen volt, stratégiailag az északiak nyertek, mert a déliek elhagyták a terepet. George B. McClellan és Porter úgy döntöttek, hogy a tartalékot nem vetik be.
Porter a polgárháború idején a Hétnapos csatákban is tanúbizonyságot tett katonai kvalitásairól, például 1862. június 27-én Gaines Millnél, ahol Konföderáció hat hadosztálya megtámadta Porter két csatarendben álló hadosztályát, a tüzérségi fölény azonban Porter oldalán volt, Porter 100 lövege állt szemben a déliek ötven lövegével, s javította még helyzetét, hogy hadoszlopai egy magaslaton helyezkedtek el. Porter katonái visszaverték James Longstreet, A. P. Hill, Daniel Harvey Hill és Stonewall Jackson csapatainak egymást követő támadásait. Porter védelmi sikereinek nyomán mérlegelte erőinek átcsoportosítását csatarendje jobb szárnyára, de letett erről, mert nagy túlerővel szemben veszélyes lett volna kivonulni védett állásaiból. A déliek mind erősebb délutáni támadásaitól a tüzelőállásban levő unionisták lovai megvadultak, e miatt 22 ágyút vesztettek. Mindezek alatt, amíg Porter az ütközetre koncentrált, kivált a zárószakaszban arra is ügyelnie kellett, hogy két emigrációban élő önkéntes segédtisztje, Párizs grófja és Chartres hercege, a francia királyi család tagjai biztonságban legyenek, nem volt szerencsés, hogy ez a körülmény megosztotta Porter figyelmét. Végül McClellan parancsot adott Porternek a visszavonulásra a Chickahominy folyó túlsó partjára, onnan pedig a James folyóhoz.
A második Bull Run-i csata kapcsán merültek fel súlyos vádak Porter ellen, bár már a kortárs tábornokok közt is világos volt, hogy a második Bull Run-i csata elvesztése elsősorban John Pope vezérőrnagy hibája, de George B. McClellan vezérőrnagyé is, aki kicsinyes bosszúból nem sietett Pope segítségére, ennek ellenére a kevésbé ismert tiszteket, Irvin McDowell és Fitz John Porter vezérőrnagyokat állították hadbíróság elé, Irvin McDowell "megúszta" annyival, hogy az önkéntes hadtestek vezetésétől tiltották el, a reguláris seregben szolgálhatott tovább, Fitz John Portert azonban teljességgel ellehetetlenítették a katonai pályán, a reguláris seregben sem szolgálhatott tovább. Portert 1862. november 10-én vették őrizetbe, elítélték 1863. január 10-én hűtlenség, kötelességmulasztás, stb. vádjával, s kitaszították a hadseregből. Porter fennmaradó életét azzal töltötte, hogy becsületét tisztára mossa, ez nagyon soká, végül 1886-ban sikerült, amikor a Kongresszus egy külön törvény értelmében visszavette a hadsereg kötelékébe gyalogsági ezredesi minőségben, elmaradt zsoldját azonban megtagadták tőle, erre ő nyugdíjazását kérte, katonai nyugdíjba vonulhatott.
A polgárháború utáni években bányászati, építőipari és kereskedelmi vállalkozásokkal foglalkozott. Hívták az egyiptomi hadseregbe, de nem vállalta. Végül New York városban rendőrségi, tűzoltósági biztos lett, majd a közművek biztosa.
1901-ben érte a halál, a Green-Wood temetőben nyugszik (Brooklyn, New York, USA), 1924-ben feleségét is mellé temették.

## Magánélete
Házas ember volt, felesége Harriet Pierson Cook (1835-1924).

## Emlékezete

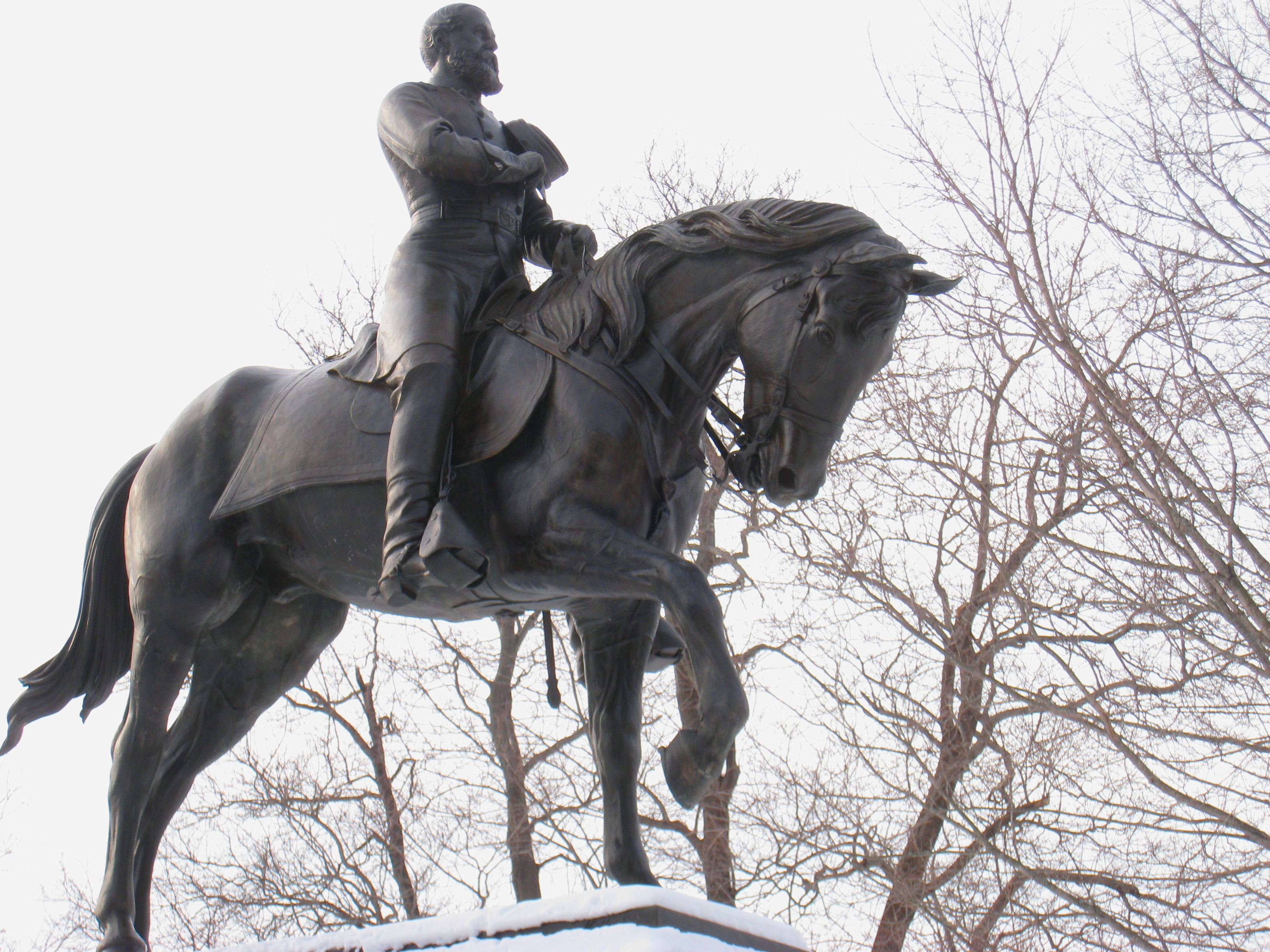
Fitz John Porter emlékszobra szülőhelyén

Fitz John Porter emlékezetét lovas szobor őrzi szülőhelyén (Portsmouth, Rockingham megye, New Hampshire, USA). Rézkarcok, fotók is megelevenítik Porter vezérőrnagy katonai erényeit és bátor harciasságát.

## Fordítás
Ez a szócikk részben vagy egészben  a   Fitz John Porter című angol Wikipédia-szócikk fordításán alapul.  Az eredeti cikk szerkesztőit annak laptörténete sorolja fel. Ez a jelzés csupán a megfogalmazás eredetét és a szerzői jogokat jelzi, nem szolgál a cikkben szereplő információk forrásmegjelöléseként.